# Marci öröksége
A Marci öröksége Nógrádi Gábor gyerekkrimije. A regény először a www.folytasd.hu honlapon jelent meg folytatásokban: 2007. március 12. és május 31. között. Később megjelent a történet következő része: Marci visszavág (2008) címmel.

## Történet
|  | Alább a cselekmény részletei következnek! |

Meghalt Ali Ahmed Bedzsavi, Egyiptom egyik leggazdagabb embere. A végrendeletében a vagyonát – százmillió dollárt – egyenlő arányban megosztotta a korábban kitagadott fia, Szálem és leánya, Fatima között.
Egykor Szálem Bedzsavi Magyarországon, Budapesten orvosnak tanult, s itt szeretett bele egy magyar lányba. A férfi dúsgazdag apja határozott tiltása ellenére feleségül vette szerelmét, a gyógyszerész Veronikát, s hamarosan egy gyermekük is született: Marci, aki a történet indításakor 11 éves, ötödikes általános iskolai tanuló. A végrendelet kitudódott, ez alvilági figurákat hozott a felszínre, és megindult a harc a dollármilliókért.
Bérgyilkosok, terroristák gondolkodásába, életébe is bepillanthatunk a történet folyamán, de megismerkedhetünk egy általános iskola mindennapjaival, ahol barátságok és szerelmek szövődnek, és ahol a tanulás mellett annyi minden történik. Láthatjuk egy osztálykirándulás előkészületeit, a tanárok és a diákok hétköznapjait.
Nógrádi Gábor jellemző írói háttérszereplői az embernél is emberibb tulajdonságokkal rendelkező: állatok. Ebben a történetből sem maradhattak ki: Cili (a hétéletű vakmerő) cica és Domi (a jól nevelt, de sértődékeny fehér) patkány kalandjai is meghatározóak a cselekményben.
A gyerekkrimi a modern, vagány diáknyelv elemeit is felhasználja, bájos humorral és mély emberséggel átszőtt.
|  | Itt a vége a cselekmény részletezésének! |

## Kiadásai
- Marci öröksége; Presskontakt, Bp., 2007
- Marci öröksége. Pénz, pisztoly, patkány; Móra, Bp., 2012